# Адріан Атлі
Адріан Френсіс Атлі (англ. Adrian Francis Utley) (27 квітня 1957 Нортгемптон) — британський музикант, продюсер, гітарист та один з постійних членів бристольського гурту Portishead.

## Біографія
Адріан сам навчився грати на гітарі, басу та клавішних. У 80-х він грав джаз та RnB; на початку 90-х почав цікавитись електронною музикою і згодом приєднався до гурту Portishead. Крім того він відзначився написанням музики до низки фільмів (в деяких він навіть зіграв епізодичну роль), а також час від часу співпрацює з багатьма іншими музикантами, серед яких: Джо Вольк, Рафаель Арош, Кевін Фленеган, Goldfrapp, сольна творчість Бет Гіббонс та інші.
Разом з іншим учасником Portishead — Джеффом Барроу, у 2005-му році, він займався продюсуванням третього альбому гурту The Coral.